# GLPi
GLPI (sigla: francês: Gestionnaire Libre de Parc Informatique, ou "Gestor de Equipamentos de TI de Código Aberto", em português) é um sistema de código aberto para Gerenciamento de Ativos de TI, rastreamento de problemas e central de serviços. Este software é escrito em PHP e distribuído sob a GNU General Public License.
Como uma tecnologia de código aberto, qualquer pessoa pode executar, modificar ou desenvolver o código. Dessa forma, os colaboradores podem participar do desenvolvimento do software, fazendo o commit de módulos adicionais de código aberto e gratuito no GitHub.
O GLPI é um aplicativo baseado na Web que ajuda as empresas a gerenciar seus sistemas de informação. A solução é capaz de criar um inventário de todos os ativos da organização e gerenciar tarefas administrativas e financeiras. As funcionalidades do sistema ajudam os administradores de TI a criar um banco de dados de recursos técnicos, além de um gerenciamento e histórico de ações de manutenção. Os usuários podem declarar incidentes ou solicitações (com base no ativo ou não), graças ao recurso de suporte técnico.

## Visão geral do software
Como um software de GSTI, os principais recursos do GLPI são os seguintes:
- Gerenciamento de várias entidades
- Gerenciamento e suporte multilíngue (45 idiomas disponíveis)[5]
- Suporte multiusuário e sistema de autenticação múltipla
- Gestão Administrativa e Financeira
- Funcionalidades de inventário
- Recursos de rastreamento e monitoramento de gerenciamento de incidentes e solicitações
- Gerenciamento de problemas e mudanças
- Gerenciamento de licenças (compatível com a ITIL)[6]
- Atribuição de equipamentos: localização, usuários e grupos
- Interface simplificada para permitir que os usuários finais preencham um tíquete de suporte
- Relatórios de ativos e de suporte técnico: hardware, rede ou intervenções (suporte)

## Recursos específicos
| Recursos                        | Características |
| ------------------------------- | --- |
| Inventário                      | Inventário de computadores, impressoras de rede periféricas e componentes associados, por meio de uma interface com o OCS Inventory ou FusionInventory |
| Inventário                      | Gerenciamento de negócios, contratos, documentos relacionados a itens de estoque |
| ServiceDesk compatível com ITIL | Gerenciamento de problemas em muitos ambientes por meio da criação de tickets, gerenciamento de tickets, atribuição, agendamento de tickets, etc. |
| ServiceDesk compatível com ITIL | Gerenciamento de problemas, projetos e mudanças |
| Usuários Finais                 | Histórico da intervenção |
| Usuários Finais                 | Pesquisa de satisfação |
| Usuários Finais                 | Comentário de solicitação |
| Usuários Finais                 | Rastreamento de e-mails de demandas de intervenção |
| Técnicos                        | Gerenciamento de demandas de intervenção |
| Técnicos                        | Escalação de ticket |
| Estatisticas                    | Relatórios em vários formatos (PNG, SVG, CSV) |
| Estatisticas                    | Estatísticas globais |
| Estatisticas                    | Estatísticas de categorias (por técnico, hardware, usuário, categoria, prioridade, localização ...) |
| Gerenciamento                   | Gerenciamento e reserva de estado de equipamentos |
| Gerenciamento                   | Gerenciamento de Contratos e Documentos |
| Gerenciamento                   | Sistema básico de gerenciamento de banco de dados de conhecimento |
| Gerenciamento                   | Gerenciamento de pedidos de assistência para todos os tipos de inventário de equipamentos |
| Gerenciamento                   | Gerenciamento de informações comerciais e financeiras (compra, garantia e extensão, amortecimento) |
| Reserva                         | Gerenciamento de reservas |
| Reserva                         | Interface do usuário (calendário) |
| Banco de dados de conhecimento  | Artigos da base de conhecimento e gerenciamento de FAQ |
| Banco de dados de conhecimento  | Gerenciamento de conteúdo por destinos (perfis, grupos etc.) |
| Relatórios                      | Geração de Relatórios de Dispositivos (tipo de dispositivo, contrato associado, informações comerciais) |
| Projetos                        | Gerenciamento de projetos. Você pode associar usuários, grupos, empresas, ativos, contatos, documentos, contratos e itens. Eles serão usados para a criação de tarefas vinculadas ao projeto. Você pode criar subprojetos e associá-los a um projeto pai. Os projetos estão disponíveis como árvores e gráficos do tipo Gantt. |

Além desses recursos, o GLPI possui muitos plugins que adicionam recursos adicionais.

## Distribuição
O software GLPI pode ser instalado e configurado de duas maneiras diferentes, através da comunidade forge ou através de uma rede profissional.

## Tecnologias usadas
O GLPI está usando as seguintes tecnologias:
- PHP 7.2 ou superior
- MySQL / MariaDB, em relação ao banco de dados
- HTML para as páginas da Web
- JavaScript para algumas funcionalidades principais
- CSS, relacionadas às folhas de estilo
- XML para geração de relatórios